# Натрий
Натрият (Na) е мек, сребристосив алкален метал с пореден номер 11, член на първа група в трети период на периодичната система, чието атомно тегло е 22,989768 u. Той е по-лек от водата, пластичен и с метален блясък. Предизвиква тежки химически изгаряния при допир. Проявява постоянна първа валентност. Той е един от най-активните метали, поради което не се среща в природата в свободно състояние. При контакт с въздуха се самозапалва, затова се съхранява в керосин или парафин.

## История
Съединенията на натрия са познати и употребявани от човечеството от дълбока древност. Названието „натрий“ произлиза от древността, когато древните египтяни наричали съединенията на метала „натрон“, древните гърци – „нитрон“, а римляните и древните евреи – „нитер“.
Немският химик Мартин Клапрот нарича минералните алкални съединения „натрон“ или „натр“. Френският химик Лавоазие не поставя метала в своята „Таблица на простите тела“, защото смята, че най-вероятно е съединение, а не химичен елемент. Поради високата си реактивност, металът е изолиран сравнително късно, през 1807 г. от Хъмфри Дейви. Тогава той чрез електролиза на KOH отделя свободен K, а след няколко дни и Na от NaOH. Нарича елементите „потасиум“ и „содиум“. През 1808 г. се появява названието „натрониум“, което Берцелиус съкращава до „натриум“. В българския език името „натрий“ произлиза от руското „натрий“. Така в различните езици елементът бива наричан „натрий“, „натриум“ или „содиум“.

## Разпространение
Натрият е много активен елемент и не се среща в свободно състояние в природата. Той е най-разпространеният алкален метал и е на шесто място по разпространеност в земната кора (2,3% по маса). Съставна част е на множество минерали като с промишлено значение са NaCl, амфиболите (например Na2Mg3Al2Si8O22(OH)2, Na2Fe32+Fe3+
2Si8O22(OH)2), криолит Na3AlF6, циолит NaAlSi3O8, мирабилит Na2SO4•10H2O и нефелин Na3KAl4Si4O16.

## Физични свойства
Натрият е сребристосив нискотопим метал, който може да се реже с нож. Температурата му на топене е 97,8 °C, а на кипене – 882 °C. Има плътност 0,97 g/cm3. Поднесен в пламък, парите му излъчват жълт пламък, принадлежащ на D-линията на жълтото. Спектралните му линии се състоят от D1- и D2-линиите, със съответни дължини 589,597 nm и 589,000 nm.

### Изотопи
Като елемент с нечетен пореден номер, притежава единствен стабилен изотоп 23Na, синтезиран при термоядреното горене на C. Изотопът се синтезира в звезди с маси поне 5 пъти слънчевата при 8×108 K и плътност 105 g/cm3:
{\displaystyle {\ce {^12C + ^12C -> ^23Na + p \\ ^12C + ^12C -> ^23Mg + n \\ ^23 Mg -> ^23Na + e^+ + \nu_{e}}}}
Получени и изследвани са 19 радиоактивни изотопа на натрия и един изомер, 24mNa. Най-дълготрайни са 22Na и 24Na.

## Химични свойства
Натрият е типичен алкален метал, член на 1-ва група, 3-ти период. Има електронната структура [Ne]3s1. Той е активен метал и реагира с повечето прости вещества и съединения, а под формата на катион се свързва с почти всички органични и неорганични аниони. Ниските стойности на йонизационна енергия и малката електроотрицателност определят метала като един от химически най-активните. При обикновени условия реагира с халогените, водорода, кислорода, сярата, повечето неметали, водата, оксидите и киселините. Разтваря се добре във вода и амоняк. Амонячният разтвор има син цвят и е силен редуктор:
{\displaystyle {\ce {Na2[Ni^{II}(CN)2] + 2Na ->[NH_{3}] Na4[Ni^{0}(CN)4]}}},
{\displaystyle {\ce {Mn^{0}2(CO)10 + 2Na ->2Na[Mn^{-1}(CO)5]}}}.
Възможно е и редуцирането на соли на тежки елементи до полианиони (Na4[Sb9]).

## Съединения
Химичната връзка в повечето съединения е почти напълно йонна. Йонът Na+ има конфигурацията на благородния газ Ne и има сферична симетрия. Поляризира се слабо и оказва слабо поляризиращо действие, поради което повечето съединения са бели.

### Оксиди и хидроксид
При горене на въздух натрият гори до пероксид Na2O2, а в недостиг на O2 образува Na2O. При горене в среда на чист кислород под налягане образува супероксид NaO2. Всички тези съединения са йонни кристални вещества.
NaOH е бяло, твърдо вещество, което поглъща влагата до превръщане в течност. Разтварянето му във вода е силно екзотермичен процес. Нарича се още сода каустик и е най-широко употребяваното в индустрията алкално вещество. Воден разтвор неутрализира практически всички киселини, поради което се използва в пречистването на петрола, в сапунопроизвоството, в производството на целофан, изкуствена коприна и множество химикали.

### Соли
Натрият образува почти всички киселини до соли, почти всички от които са поне частично разтворими във вода.
Реагира с халогените до твърди бели кристални халогениди. NaCl е основно съединение за получаването на много други съединения на натрия: Na2CO3, Na2SO4, NaOCl, NaNO3 и алкалният халогенид с най-голямо значение. Половината от производството му е за NaOH Na2CO3. NaNO3 е тор, известна като чилска селитра.
Слаборазтворими натриеви соли са Na[Sb(OH)6], KNaC4H4O6, NaMg(UO2)3(CH3COO)9·9H20 и естерите с висши мастни киселини.

### Други съединения
Образува йонен хидрид, NaH, който е силен редуктор и основа. Реагира с фосфора, антимона и бисмута до Na3E.

### Органометални съединения
Алкил- и арилнатриеви съединения се получават от метала и халогенопроизводно в ограничен разтвор:
{\displaystyle {\ce {RCl + 2Na -> RNa + NaCl}}}.
Те имат широко приложение и могат да се използват за съполимеризацията на стирол и 1,3-бутадиен до синтетичен каучук.
Натрият образува комплекси с коронни етери, например [Na(18-краун-6)]MnO4. Те могат да се използват в неполярни разтвори и често служат са окисления на органични съединения.

## Получаване
Първият промишлен способ за производството на натрий е от 19-и век:
{\displaystyle {\ce {Na2CO3 + 2C -> 2Na + 3CO}}}
Натрият се получава чрез стопилка на свои соли или NaOH. От предложените методи за редукция и електролиза на NaOH, по-евтин се оказва електролизата на NaCl, смесен с малки количества CaCl2.
Много чист натрий се получава при разпадане на NaN3:
{\displaystyle {\ce {2NaN3 -> 2Na + 3N2}}}

## Приложение
Металът натрий има широко приложение в различни отрасли на индустрията и бита. Той се използва за очистване на активни метали, като Zr и K, когато са течни. Подобрява кристалната структура и заглажда повърхността на металните сплави. Използва се като сушител на органични разтворители и за получаването на силни редуктори: NaH, NaOCH3, NaNH2 и окислители: Na2O2.
Натрият се използва при синтеза на различни вещества като каучук, багрилото индиго, витамин B12. Приложението му в атомните централи е свързано с добрата му топлопроводимост във втечнено състояние. Използва се и при производството на луминесцентни лампи.

## Биологично значение
Натриевите йони имат много физиологични функции, които са общи за всички животни. Едни от най-важните им функции са изтласкването навън и навътре на натриевите йони през калиево-натриевата помпа в клетъчната мембрана, контролирането на обема на клетката и други. Тези йони участват в минералния обмен на организма и регулират водния баланс. Морски организми, като бактерии и дребни водорасли, са способни да понасят соленост на водата до 25%.

## Техника на безопасност
При допир с кожата натрият предизвиква тежки изгаряния, тъй като реагира с влагата от въздуха и по кожата, водейки до образуването на натриев хидроксид, който има алкална реакция и е силно корозивен.